# Lithacodia concinnimacula
Lithacodia concinnimacula là một loài bướm đêm trong họ Noctuidae.